# Torneo de Gijón 2022
El Gijón Open 2022 fue un evento de tenis de la ATP Tour 250 serie. Se disputó en Gijón, España en el Palacio de Deportes desde el 10 hasta el 16 de octubre de 2022.

## Distribución de puntos
| Modalidad            | Campeón | Finalista | Semifinales | Cuartos de final | 2ª ronda | 1ª ronda | Clasificados | 2ª ronda de clasificación | 1ª ronda de clasificación |
| Individual masculino | 250     | 165       | 100         | 50               | 25       | 0        | 13           | 7                         | 0                         |
| Dobles masculino     | 250     | 150       | 90          | 45               | 20       | 0        | -            | -                         | -                         |

## Cabezas de serie

### Individuales masculino
| Tenista              | Ranking | Preclasificado |
| Andrey Rublev        | 9       | 1              |
| Pablo Carreño        | 15      | 2              |
| Roberto Bautista     | 21      | 3              |
| Francisco Cerúndolo  | 29      | 4              |
| Tommy Paul           | 30      | 5              |
| Alejandro Davidovich | 31      | 6              |
| Sebastián Báez       | 35      | 7              |
| Albert Ramos         | 40      | 8              |

- Ranking del 3 de octubre de 2022.[2]

### Dobles masculino
| Tenistas                           | Ranking | Preclasificado |
| Marcel Granollers Horacio Zeballos | 23      | 1              |
| Simone Bolelli Fabio Fognini       | 51      | 2              |
| Rafael Matos David Vega Hernández  | 70      | 3              |
| Francisco Cabral Jamie Murray      | 77      | 4              |

## Campeones

### Individual masculino
Andrey Rublev venció a  Sebastian Korda por 6-2, 6-3

### Dobles masculino
Máximo González /  Andrés Molteni vencieron a  Nathaniel Lammons /  Jackson Withrow por 6-7(6-8), 7-6(7-4), [10-5]